# 파리냐스곶

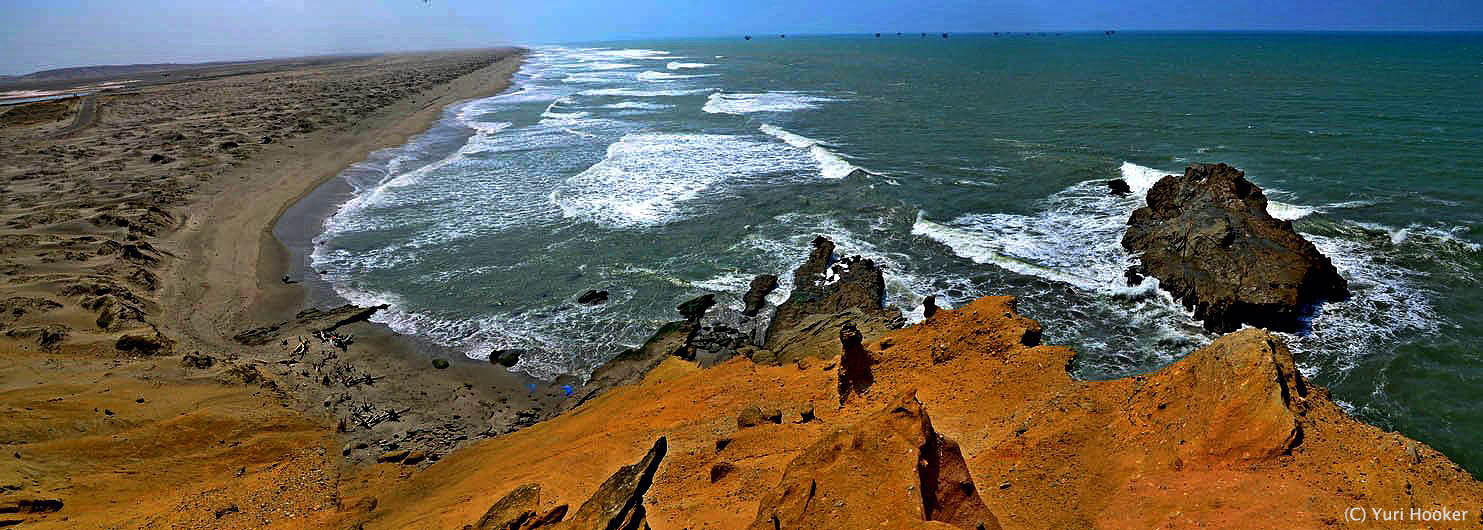
파리냐스곶

파리냐스곶(스페인어: Punta Pariñas)은 페루 북부 태평양에 위치한 곶이다. 행정 구역상으로는 피우라주에 속하며 남아메리카 대륙 최서단에 위치한 곶이다.

## 같이 보기
- 페루